# 교토 국립근대미술관

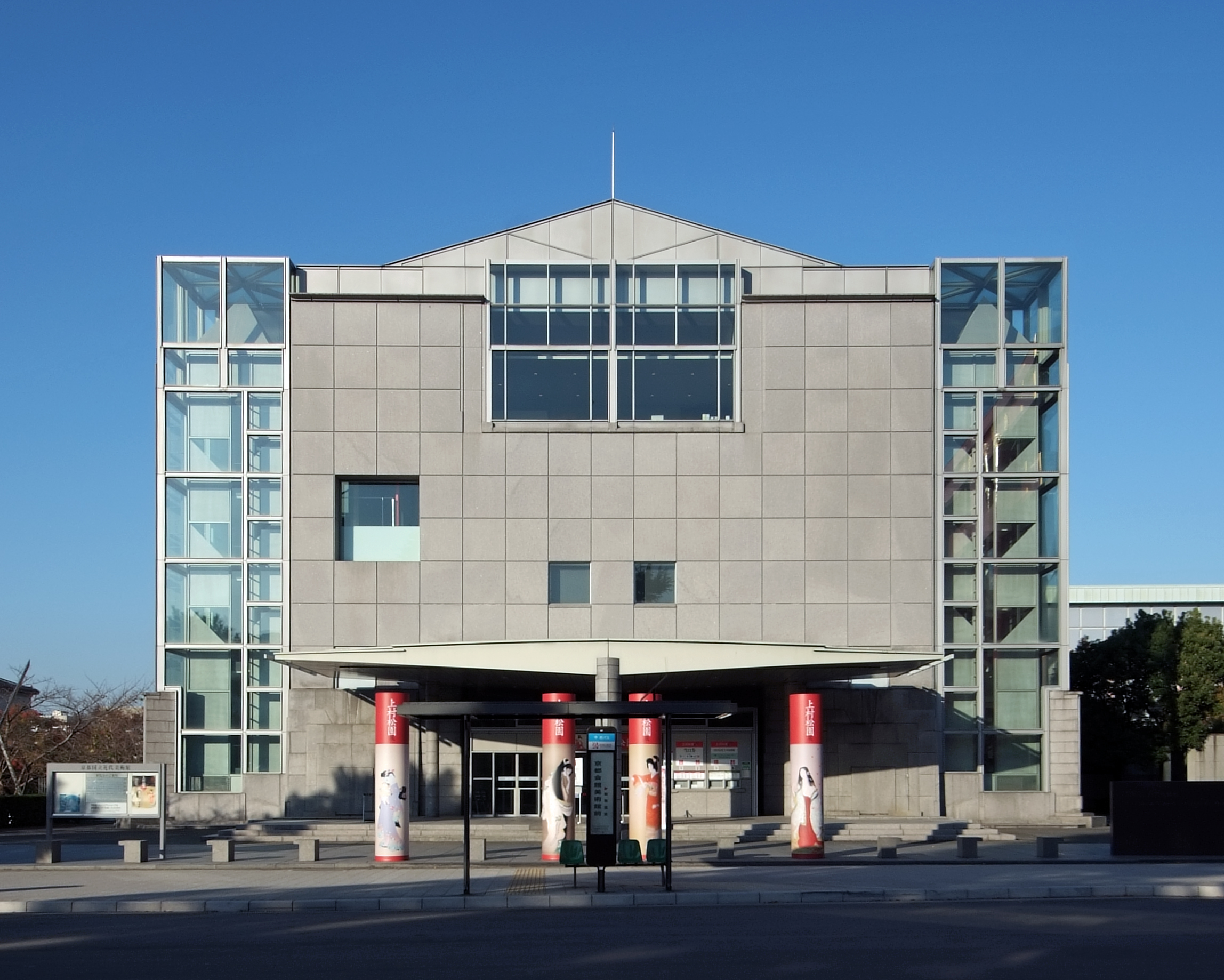
교토 국립근대미술관

교토 국립근대미술관(일본어: 京都国立近代美術館 교토쿠리쓰킨다이비쥬쓰칸[*])은 교토부 사쿄구 오카자키 공원에 위치한 미술관이다.